# Сиріл Корнблас
Сиріл Корнблас (англ. Cyril M. Kornbluth; нар. 2 липня 1923, Нью-Йорк — пом. 21 березня 1958, Левіттаун, Нассау, Нью-Йорк) — американський письменник-фантаст, член спілки фантастів «Футуристи» (англ. Futurians). Почав публікуватись в літературних журналах в 15 років, і з того часу активно писав аж до своєї несподіваної смерті.

## Біографія
Сиріл Корнблас народився і ріс в районі Інвуд в Нью-Йорку в сім'ї польських євреїв, які володіли кравецьким магазином. Сиріл був обдарованою дитиною, за словами його дружини він почав читати в три роки, а в сім вже писав свої твори. Закінчивши в 13 років школу він виграв стипендію в Сіті Коледж, проте був виключений з нього через «організацію студентського страйку»
Підлітком він став членом клубу «Футуристи» (англ. Futurians), впливової спілки фантастів і фанатів. В спілці він познайомився з багатьма відомими письменниками, зокрема з Фредериком Полом і своєю майбутньою дружиною Мері Баєрс. Перед війною він поступив в Чиказький університет, але з початком Другої світової війни він вирушив служити механіком в армії США. Спочаткувін планував вчитися на офіцера за програмою підготовки спеціалістів, але її закрили а всіх учасників відправили на фронт, де Корнблас служив кулеметником. Він брав участь в арденнській операції, за яку отримав Бронзову Зірку. Після війни він повернувся до навчання. В Чикаго він працював в агентстві новин «Trans-Radio Press».
В 1951, після закінчення університету він повернувся в Нью-Йорк, де почав професійно займатись письменництвом, часто пишучи в співавторстві з Фредериком Полом і Джудіт Мерріл.
Сиріл Корнблас помер 21 березня 1958 року в Левіттауні, Нью-Йорк, на залізничній станції прямуючи на співбесіду щодо посади редактора в The Magazine of Fantasy & Science Fiction.

### Творчість
В віці п'ятнадцяти років Сиріл Корнблас в фензинах опублікував два свої оповідання «The Purchase of the Crame» і «The Rocket of 1955», останнє в 1941 році ще раз публікувалось в професійному журналі "Stirring Science Stories" під псевдонімом Cecil Corwin. В квітні 1940 в журналі "Astonishing Storie" було опубліковане оповідання «Stepsons of Mars», написане в співавторстві з Фредериком Полом, і після цього продовжував активно писати, загалом написавши близько ста оповідань і повістей та дев'ять науково фантастичних романів. Окрім наукової фантастики Корнблас також написав ще сім романів в інших жанрах і пробував писати поезію.
Сиріл Корнблас був дуже продуктивним автором, зокрема він друкував більше тисячі слів на годину і мав великий словниковий запас. Також він прочитав всю Енциклопедію «Британіка».

### Науково-фантастичні романи
- «Канонір Кейд» (англ. Gunner Cade, 1952; в співавторстві з Джудіт Мерріл, під псевдонімом Сиріл Джадд англ. Cyril Judd)
- «Застава „Марс“» (англ. Outpost Mars, 1952; в співавторстві з Джудіт Мерріл, під псевдонімом Сиріл Джадд)
- «Старт» (англ. Takeoff, 1952)
- «Торговці космосом» (англ. The Space Merchants, 1953; в співавторстві з Фредериком Полом)
- «Синдикат» (англ. The Syndic, 1953)
- «Шукати небо» (англ. Search the Sky, 1954; в співавторстві з Фредериком Полом)
- «Гладіатор у законі» (англ. Gladiator-at-Law, 1955; в співавторстві з Фредериком Полом)
- «Не цього серпня» (англ. Not This August, 1955)
- «Вовча отрута» (англ. Wolfbane, 1959; в співавторстві з Фредериком Полом)

### Оповідання і повісті
- The Purchase of the Crame (1939)
- The Rocket of 1955 (1939, під псевдонімом Цесіл Корвінд англ. Cecil Corwin)
- Before the Universe (1940, в співавторстві з Фредериком Полом, під псевдонімом С. Д. Готтесман англ. S. D. Gottesman)
- King Cole of Pluto (1940, під псевдонімом С. Д. Готтесман)
- Nova Midplane (1940, в співавторстві з Фредериком Полом, під псевдонімом С. Д. Готтесман)
- Trouble in Time (1940, в співавторстві з Фредериком Полом, під псевдонімом С. Д. Готтесман)
- Vacant World (1940, в співавторстві з Фредериком Полом і Дірком Вайлом)
- Stepsons of Mars (1940, в співавторстві з Дірком Вайлом і Річардом Вілсоном, під псевдонімом Івар Товерс англ. Ivar Towers)
- Best Friend (1941, в співавторстві з Фредериком Полом, під псевдонімом С. Д. Готтесман)
- Callistan Tomb (1941, в співавторстві з Фредериком Полом, під псевдонімом Пол Деніс Левонд англ. Paul Dennis Lavond)
- Sir Mallory's Magnitude (1941, під псевдонімом С. Д. Готтесман)
- Thirteen O'Clock (1941)
- Dead Center (1941, під псевдонімом С. Д. Готтесман)
- Thirteen O'Clock (1941, під псевдонімом С. Д. Готтесман)
- Return from M-15 (1941, під псевдонімом С. Д. Готтесман)
- The Martians Are Coming (1941, разом з Дональдом Волхеймом і Робертом Лавндісом)
- The Psychological Regulator (1941, під псевонімом Артур Кук англ. Arthur Cooke)
- The Reversible Revolutions (1941, під псевдонімом Цесіл Корвінд)
- A Prince of Pluto (1941, в співавторстві з Фредериком Полом, під псевдонімом Пол Деніс Левонд)
- Exiles of New Planet (1941, в співавторстві з Фредериком Полом і Робертом Лавндісом, під псевдонімом Пол Деніс Левонд)
- The Castle on Outerplanet (1941, в співавторстві з Фредериком Полом і Робертом Лавндісом, під псевдонімом С. Д. Готтесман)
- Dimension of Darkness (1941, під псевдонімом С. Д. Готтесман)
- No Place to Go (1941, під псевдонімом Едвард Беллін англ. Edward J. Bellin)
- What Sorghum Says (1941, під псевдонімом Цесіл Корвінд)
- Forgotten Tongue (1941, під псевдонімом Волтер Девіс англ. Walter C. Davies)
- Kazam Collects (1941, під псевдонімом С. Д. Готтесман)
- Mr. Packer Goes to Hell (194, під псевдонімом Цесіл Корвінд)
- The Words of Guru (1941)
- Fire-Power (1941, під псевдонімом С. Д. Готтесман)
- Interference (1941, під псевдонімом Волтер Девіс)
- The City in the Sofa (1941, під псевдонімом Цесіл Корвінд)
- Mars-Tube (1941, в співавторстві з Фредериком Полом, під псевдонімом С. Д. Готтесман)
- Crisis! (1942, під псевдонімом Цесіл Корвінд)
- Einstein's Planetoid (1942, в співавторстві з Фредериком Полом і Робертом Лавндісом, під псевдонімом Пол Деніс Левонд)
- Masquerade (1942, під псевдонімом Кенет Фалконер англ. Kenneth Falconer)
- The Golden Road (1942, під псевдонімом Цесіл Корвінд)
- The Perfect Invasion (1942, під псевдонімом С. Д. Готтесман)
- The Core (1942, під псевдонімом С. Д. Готтесман)
- The Objective Approach (1942)
- An Old Neptunian Custom (1942, в співавторстві з Фредериком Полом, під псевдонімом Скот Марінер англ. Scott Mariner)
- The Extrapolated Dimwit (1942, в співавторстві з Фредериком Полом і А. В. Лавндісом)
- Beer-Bottle Polka (1946)
- The Only Thing We Learn (1949)
- The Little Black Bag (1950)
- Iteration (1950)
- The Silly Season (1950)
- The Mindworm (1950)
- Friend to Man (1951)
- The Marching Morons (1951)
- With These Hands (1951)
- That Share of Glory (1952)
- The Luckiest Man in Denv (1952)
- Make Mine Mars (1952)
- The Altar at Midnight (1952)
- The Goodly Creatures (1952)
- The Mask of Demeter (1953, в співавторстві з Дональдом Волхеймом)
- The Remorseful (1953)
- Time Bum (1953)
- Dominoes (1953)
- Sea-Change (1953, в співавторстві з Джудіт Меріл, під псевдонімом Сиріл Джуд)
- The Adventurer (1953)
- The Meddlers (1953)
- Everybody Knows Joe (1953)
- Gomez (1954)
- I Never Ast No Favors (1954)
- The Adventurers (1955)
- The Cosmic Charge Account (1956)
- The Engineer (1956, в співавторстві з Фредериком Полом)
- MS. Found in a Chinese Fortune Cookie (1957)
- The Education of Tigress Macardle (1957)
- The Slave (1957)
- The Last Man Left in the Bar (1957)
- Passion Pills (1958)
- The Events Leading Down to the Tragedy (1958)
- Virginia (1958)
- Reap the Dark Tide (1958)
- Theory of Rocketry (1958)
- Two Dooms (1958)
- The Advent on Channel Twelve (1958)
- Nightmare with Zeppelins (1958, в співавторстві з Фредериком Полом)
- A Gentle Dying (1961, в співавторстві з Фредериком Полом)
- The Quaker Cannon (1961, в співавторстві з Фредериком Полом)
- The World of Myrion Flowers (1961, в співавторстві з Фредериком Полом)
- A Hint of Henbane (1961, в співавторстві з Фредериком Полом)
- Critical Mass (1962, в співавторстві з Фредериком Полом)
- The Meeting (1972, в співавторстві з Фредериком Полом)
- The Gift of Garigolli (1974, в співавторстві з Фредериком Полом)
- Mute Inglorious Tam (1974, в співавторстві з Фредериком Полом)
- Interplane Express (1988, в співавторстві з Дональдом Воллхеймом)

### Віршовані твори
- The Song of the Rocket (1940, під псевдонімом Габріель Барклі англ. Gabriel Barclay)
- Segment (1942)
- Chant of the Black Magicians (1944)
- The Unfortunate Topologist (1957)

### Нефантастичні романи
- «Голий шторм» (англ. The Naked Storm, 1952, під псевдонімом Сімон Айснер англ. Simon Eisner)
- «Половина» (англ. Half, 1953, під псевдонімом Джордан Парк англ. Jordan Park)
- «Валерія» (англ. Valerie, 1953, під псевдонімом Джордан Парк)
- «Місто тоне» (англ. A Town Is Drowning, 1955, в співавторстві з Фредериком Полом)
- «Рік президента» (англ. Presidential Year, 1956, в співавторстві з Фредериком Полом)
- «Соборний дім» (англ. Sorority House, 1956, в співавторстві з Фредериком Полом, під псевдонімом Джордан Парк)
- «Чоловік холодного безумства» (англ. The Man of Cold Rages, 1958, в співавторстві з Фредериком Полом, під псевдонімом Джордан Парк)

### Нехудожні твори
- «Науково-фантастичний роман» (англ. The Science Fiction Novel, 1959 разом з Альфредом Бестером, Робертом Гайнлайном, Робертом Блохом та Безілом Девенпортом)